# Pardosa tricuspidata
Pardosa tricuspidata är en spindelart som beskrevs av Albert Tullgren 1905. Pardosa tricuspidata ingår i släktet Pardosa och familjen vargspindlar. Inga underarter finns listade i Catalogue of Life.